# تايب 039A (فئة غواصة)
تايب 039A (لقب تعريف الناتو: الفئة يوان) هي فئة من غواصات ديزل-كهرباء العاملة في بحرية جيش التحرير الشعبي. وهي أولى غواصات الصين بتقنية AIP (للدفع اللاهوائي للغواصات)، ويفترض أن تكون واحدة من أهدأ الغواصات التي تعمل بالديزل-كهرباء بالخدمة. وهذه الفئة هي خليفة الفئة تايب 039. والتعريف الرسمي الصيني 039A جاء باعتبارأن الغواصة تم تطويرها على أساس سلفتها المسماة 039، ولكن بما أن  039A لاتشابه 039 إلا بشكل محدود، فإنه يشار إلى ها أحياناً بالتايب 041. وكان الهدف من هذه الفئة الغواصات هو استبدال الغواصات المتقادمة من كلتا الفئتين تايب 033 روميو وتايب 035  اللتان شكلتا سابقا العمود الفقري لقوة الغواصات التقليدية لبحرية الجيش الشعبي.
وفقا لتقييم مبكر لمعهد البحرية الأمريكية US Naval Institute فإن الفئة يوان كانت تم تصميمها في المقام الأول كمنصة «صواريخ كروز مضادة للسفن قادرة التخفي مغمورة لفترات طويلة من الوقت مع صعوبة الوصول إلى السواحل الضحلة.» ومع ذلك فقد تضمن تقييم آخر لنفس المعهد USNI قدرات الغواصة على الإبحار بالمحيطات المفتوحة مما يمكنها للعمل خارج المياه الساحلية. كما تم أيضاً تحديث دورها داخل الأسطول البحري الصيني، ومن أغسطس 2015  تم اعتبارها غواصة هجومية تقليدية مع احتفاظها بدورها كمنصة صواريخ كروز مضادة للسفن كدور ثانوي.

## التصميم

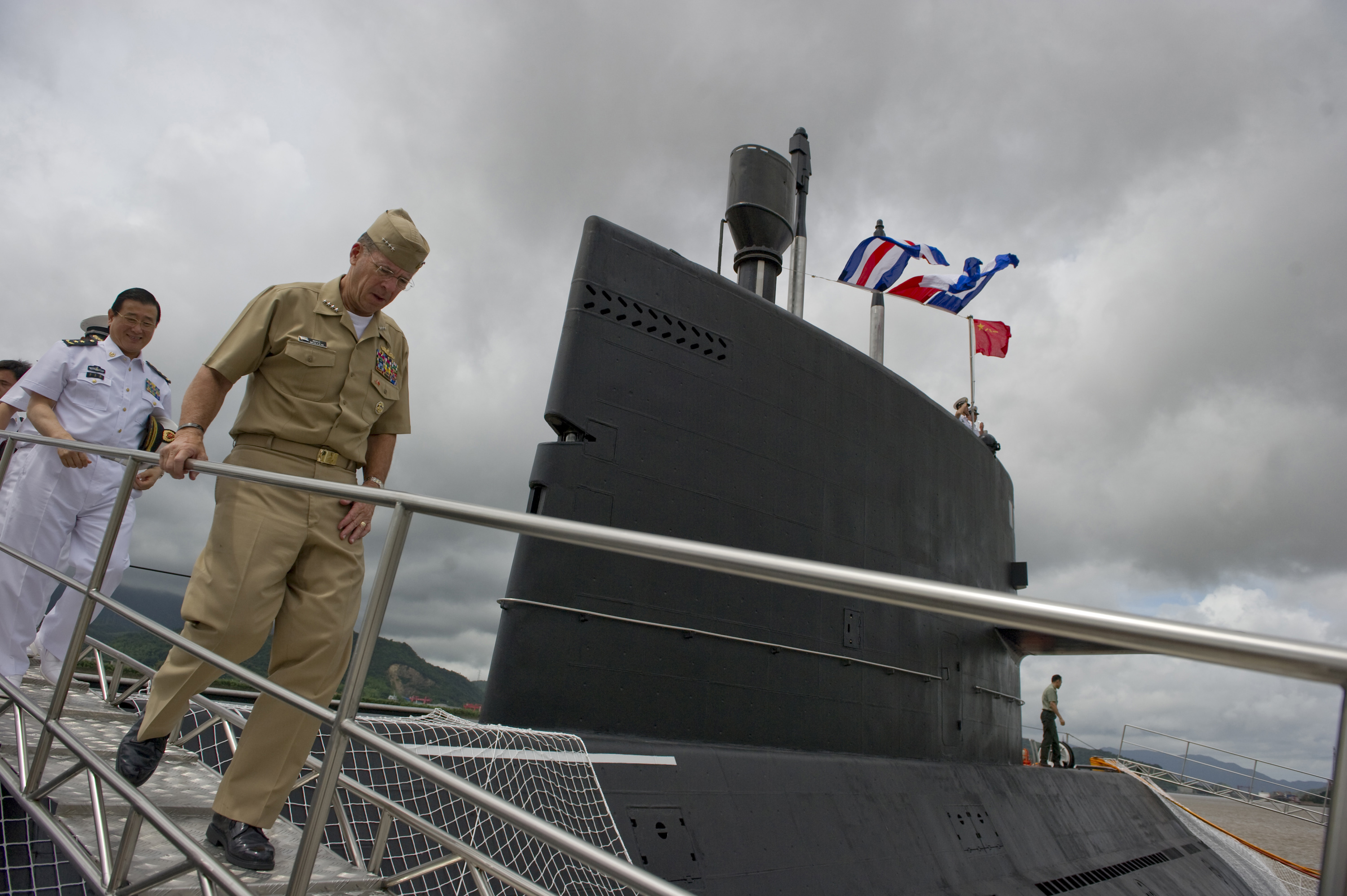
رئيس هيئة الأركان المشتركة الأميرال مايك مولين يغادر غواصة البحرية الصينية يوان في قاعدة تشوشان البحرية

### البدن
ورثت الغواصة تايب 039A تصميم الذيل من الفئة 039 (تعريف الناتو: فئة سونج) مع أربعة أسطح/مستويات للغوص ودافع كبير واحد.
الغواصة مجهزة بنظام ماص للصدمات -تم تطويره محلياً- يشاعد على خفض مستوى الضوضاء بأكثر من 35 ديسيبل. بالإضافة إلى ذلك، فالغواصة مغطاة بالمطاط للحماية ضد السونار، وذلك للحد من مخاطر كشف الغواصة. كما تم إطلاق النسخة "C" وهي نسخة محسنة من الغواصة. 

### التسليح
تحوي غواصة تايب 039A  ستة أنابيب طوربيد 533 ملم. ويمكن لهذه الأنابيب إطلاق طوربيدات محلية التطوير مثل Yu-6   فضلا عن مثيلاتها روسية الصنع. وهناك تكهنات بأنها ستجهز بالطوربيدات YJ-18 الأسرع من الصوت Supersonic.
ويعتقد أن الغواصة من تايب 039A  قادرة على إطلاق صواريخ مضادة للسفن من سلسلة  YJ-8X وهي ما تعرف أيضا بسلسلة C-80X. ويتم توجيه الصاروخ بكلاً من القصور الذاتي والتوجيه الراداري النشط. وهو يحمل رأساً يزن 165 كجم من المتفجرات time-delayed شديدة الانفجار شبه الخارقة للدروع، مع أقصى مدى من 80~120 كم وسرعة 0.9 ماخ. كما أن غواصات تايب 039A لها القدرة أيضا على إطلاق صواريخ مضادة للغواصات CY-1 تحت الماء بأقصى مدى 18 كم وذلك عند استخدام طوربيدات ET-52 أو Yu-7 كحمولة تفجيرية.

### أنظمة التحكم القتالية
من المعروف أن الصين قد قامت باستيراد أنظمة تاليس TSM 2233 ELEDONE / DSUV-22 وتاليس TSM 2255 / DUUX-5 من فرنسا خلال الثمانينات وأوائل التسعينات. كما أن لديها إمكانية الوصول إلى نطاق واسع من نظم السونار الروسية الحديثة (MG-519 MOUSE ROAR و MGK-500 SHARK GILL) وذلك من خلال شراء غواصات الفئة كيلو. ومن المتوقع أنه قد تم نسخها على تايب 039A. ومن المرجح أن تكون مزودة برادار بحث سطح/جوي على غرار MRK-50 SNOOP TRAY ، ورادرا ملاحي تجاري مثل  Furuno.

### الدفع
وفقًا لصحيفة Science and Technology Daily الصينية، فإن هذه الفئة من طراز 039A مجهزة بنظام دفع مستقل عن الهواء AIP طوره معهد أبحاث 711 التابع لمجموعة شركات China Shipbuilding Heavy Industry Group Corp. ويشار إليه -في المصادر الصينية الرسمية- على أنه «محرك متخصص».
في عام 1998، تم بناء أول عينة تجريبية لهذا المحرك، وبعد عقد من ذلك، وبعد اكتشافات تكنولوجية عديدة، توفرت مجموعة واسعة من النسخ المتحسنة والمتاحة تجاريا. وأصبحت أحدث غواصة تعمل بالديزل-كهرباء في البحرية الصينية هي أول زبون لهذا المحرك. وعلى الرغم من أن المصدر الصيني الرسمي لم يذكر على وجه الدقة طراز الغواصة المعنية، إلا أنه من المقبول بشكل عام أنها ليست سوى فئة Yuan Type 039A ، لأنها أحدث غواصة تقليدية تعمل في البحرية الصينية.

وقد تم بناء المحرك من قبل شركة Shanghai Qiyao Propulsion Technology Ltd. وهي شركة فرعية مملوكة بالكامل للمعهد 711.

## الضوضاء
تم دمج تقنيات متقدمة الحد من الضوضاء بغواصات الفئة فئة يوان SSK. بما في تقنية الرقائق كاتمة الصدى، وتقنية خفض الضوضاء السلبية/النشطة، والمروحة (الدافع/الداسر) المنحرفة ذات الشفرات السبعة غير المتناظرة.
ومن المتوقع أن تكون غواصات الفئة تايب 39A هادئة كغيرها من غواصات ديزل-كهرباء الحديثة، والتي من الصعب جدا أن يتم تتبعها.

## النسخ الصينية

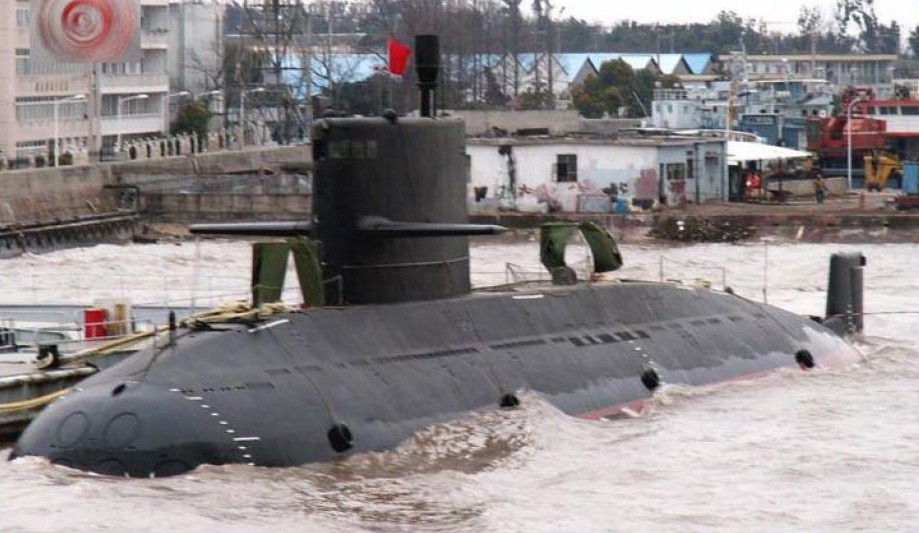
غواصة تايب 039A الصينية تعمل بالديزل -كهرباء. (تعريف الناتو: فئة يوان)

تم تطوير ما مجموعه أربعة إصدارات من الفئة تايب 039A خلال النصف الأول من عام 2014، وهي مدرجة هنا طبقاً للترتيب الزمني في ظهورها للعلن:
- تايب 039A
- تايب 039AG
- تايب 039B
- تايب 039B (المحسنة)

## النسخة التصديرية: S20
في آيدكس-2013 كشفت الصين كشفت عن نسخة مصغرة من تايب 039A وتم تعريفها باسم S20 يتم تخصيصها لأغراض التصدير. والفارق الرئيسي بين S20 وتايب 039A هو إزالة نظام AIP  للدفع اللاهوائي والمتوفر على النسخ الأصلية من تايب 039A . ولكن يمكن إدماجه بسهولة بسبب تصميم S20 المكون من وحدات، وذلك إذا كان اختيار العملاء المحتملين هو شراء نظم AIP بشكل منفصل.
وبسبب تصميم الغواصة المكون من وحدات Modular design  فإنه يمكن دمج مجموعة متنوعة من أجهزة الاستشعار والأسلحة طبقاً لطلبات العملاء.
مواصفات S20:
- هيكل: مزدوج الغلاف
- الطول: 66 متر
- العرض: 8 متر
- الغاطس: 8.2 متر
- الإزاحة (سطح): 1850 طن
- الإزاحة (مغمورة- غاطسة): 2300 طن
- السرعة القصوى: 33 كم/ساعة
- السرعة (طواف): 29 كم/ساعة
- المدى: 8000 ميل بحري بسرعة 29كم/ساعة
- البقائية: 60 يوما
- الطاقم: 38 المجموع
- أقصى عمق: 300 متر

## التصدير
- البحرية الملكية التايلاندية

في 2 يوليو 2015، اختارت البحرية الملكية التايلاندية (RTN) رسمياً منصة فئة يوان الصينية (Type 041) لتلبية متطلبات ثلاث غواصات. وقد صوّتت لجنة المشتريات بالإجماع لصالح شراء الغواصة المعنية، والتي تم تسميتها S26T (تايلاند)، كنسخة تصديرية معدلة من فئة اليوان.

وفي 1 يوليو 2016، قدمت RTN خطة تمويل لمشروع مشترياتها من الغواصة -وذلك بقيمة 36 مليار بات- إلى مجلس الوزراء للنظر في النفقات التي سيتم إنفاقها على مدى 11 عامًا، وإذا ماتمت الموافقة، سيكون شراء أول غواصة مقابل 13 مليار بات بين السنوات المالية 2017-2021. وسيتم شراء الغواصتين الثانية والثالثة خلال الفترة المتبقية من الفترة المحدد (11 سنة).

وقد وقعت البحرية الملكية التايلاندية والحكومة التايلاندية في مايو 2017، عقدًا لغواصة من طراز S26T في صفقة بقيمة 390 مليون دولار، ومن المتوقع أن تصدر طلبات شراء الغواصتين الإضافيتين في السنوات القادمة.
- البحرية الباكستانية

في أبريل 2015، وافقت باكستان على شراء 8 نسخ تصديرية من طراز 039B من الصين مقابل 5 مليارات دولار لصالح البحرية الباكستانية. وقد تم اعتماد الصفقة في 23 يوليو 2015. وفي أكتوبر من نفس العام، تم الكشف عن أنه سيتم بناء 4 من تلك الغواصات في باكستان، مع بدء العمل في كلا البلدين في وقت واحد. وأكد وزير الإنتاج الدفاعي الباكستاني أن الاتفاق تضمن نقل التكنولوجيا لبناء السفن. 

وقد أعلن وزير الإنتاج الدفاعي رنا تنفير حسين في 6 يوليو 2015، عن مشروعين لبناء أربع غواصات في الصين وأربعة في باكستان ستبدأ في وقت واحد. وأضاف حسين أنه سيتم إنشاء مركز تدريب في KSEW. في أواخر عام 2016، وقد تم التأكيد رسمياً على أن الصين ستقوم بتسليم 4 غواصات لباكستان بحلول عام 2023، على أن يتم تسليم البقية بحلول عام 2028.